# Elizabeth Montoya
Elizabeth Montoya de Sarria (Armenia, Quindío, Colombia, 25 de mayo de 1949 - Bogotá, Colombia, 31 de enero de 1996), conocida como «La monita retrechera» fue una intermediaria entre el Partido Liberal y narcotraficantes que financiaron la campaña presidencial del 1994. El escándalo se conoce como el Proceso 8000.

## Trayectoria
Montoya era originaria de Armenia, Quindío. Vivió la mayor parte de su infancia y adolescencia en el barrio El Paraíso, en una familia de clase media. Estudió hasta 4.º de bachillerato en el Colegio Oficial de Señoritas, que actualmente es llamado el Colegio Santa Teresa en Armenia. Mientras estudiaba, tenía que trabajar atendiendo un puesto informal de comidas que administraba su mamá en la plaza de mercado.
Luego vivió en Puerto Rico, donde se casó con un arquitecto llamado Ernesto Leyva, de quien se divorció en 1983 en Los Ángeles, Estados Unidos. Luego se casó con Jesús Amado Sarria, un exsuboficial de la Policía Nacional de Colombia.
Sarria y Montoya renovaron sus votos matrimoniales varias veces. Durante este período en Los Ángeles y Miami, establecieron negocios, propiedades y llegaron a acumular lujos dignos de millonarios. La pareja también compró el criadero de Paso fino Lady Di en Tuluá. Entre las propiedades compradas figuraba un hotel de lujo en San Andrés y Providencia.

### Proceso 8 000
En 1994, Montoya y su esposo Jesús Amado Sarria cobraron notoriedad al publicarse unas grabaciones dadas a conocer por el periodista Alberto Giraldo, entre Montoya y el entonces candidato a la presidencia de Colombia, Ernesto Samper y su tesorero de campaña, el anticuario Santiago Medina. Por estas grabaciones Montoya fue incluida en el Proceso 8.000, investigación que buscaba develar las relaciones entre Samper y narcotraficantes del Cartel de Cali.
Montoya tenía una relación muy cercana con el exedecán del presidente Samper, el coronel de la Policía Nacional llamado Germán Osorio Sepúlveda.
La siguiente fue la grabación entre Montoya y Samper que le agregó elementos probatorios a la relación de Samper con dinero del narcotráfico:

Ernesto Samper: "Mona, pero ¿cómo hago para volarme si tengo un programa de televisión acá? Le hice un campito a las doce y media. Venga, no sea así de retrechera".

Elizabeth Montoya: "No, Ernestico, por favor. Por favor, no me vayas a hacer quedar mal. Yo que tanto te quiero, no me vayas a hacer quedar mal. Son diez minutos".

Elizabeth Montoya mantuvo una relación muy cercana, tanto, que manejaba donaciones de multinacionales como Inter Bank y la Phillip Morris, destinadas a la campaña presidencial. Montoya también le ofrecía lujosos regalos para su esposa, Jacquin Strouss, como un anillo de diamantes.
El entonces tesorero de la campaña, Santiago Medina, aseguró a la Fiscalía que Montoya era la tesorera de la campaña Samper en los departamentos del Valle del Cauca, Cauca y Nariño, durante la campaña de 1990. Medina tenía como prueba un fax en el que el narcotraficante Nelson Urrego le donó 100.000 dólares a la campaña Samper a través de Montoya. Medina hizo entrega a la Fiscalía General de la Nación de un documento en el que se corroboraba una donación de 32 millones de pesos en efectivo a la campaña de Samper, por parte de Montoya. Según Medina, Montoya tenía en su poder una maleta con documentos y fotografías que comprobaban que Samper era amigo y había recibido dineros de los hermanos Gilberto y Miguel Rodríguez Orejuela, además de otros narcotraficantes, incluso desde antes de la campaña presidencial de Samper en 1994.
Al matrimonio Montoya-Sarria le fueron confiscadas todas sus propiedades por presuntos vínculos con el narcotráfico, aunque más tarde se comprobó que no tenían ninguna relación con dichos hechos.
Uno de los supuestos socios fue Helmer ‘Pacho’ Herrera, e hizo que se conociera con Ernesto Samper en plena campaña presidencial. Igualmente con el narcotraficante José Nelson Urrego, conocido por el alias de "El loco" o "El bombardero".
Montoya era descrita como "fría, calculadora y amaba relacionarse con políticos y poderosos. Le gustaban las armas y amenazar de muerte a quienes creía que le habían faltado. Siempre cargaba una Pietro Beretta" Pero quienes la conocían de cerca tenían una impresión muy distinta. Visitaba a los soldados heridos, abría las puertas de su finca para ofrecer comida y regalos a mujeres y niños, y disfrutaba de estar en familia. 

## Asesinato
Montoya de Sarria fue asesinada a los 46 años de edad en un apartamento de un tercer piso en el norte de Bogotá. Sicarios dispararon 14 balazos que acabaron con su vida. El guardaespaldas de Sarria, Jesús Humberto Vargas Rojas, fue también asesinado momentos después en el primer piso del edificio. Los sicarios huyeron en un Mazda Asahi de color café, de placas BBW-890. Su esposo Jesús Sarria Agredo estaba detenido en la cárcel del Barne en Tunja por "narcotráfico y enriquecimiento ilícito".
El principal sospechoso de la muerte de Montoya y sus allegados fue Orlando Sánchez Cristancho, un narcotraficante con los alias de 'El Caballista", 'Martín' o 'El hombre del overol'. Sánchez fue el mismo hombre que el narcotraficante Santa Lopesierra, aseguró, le pidió dinero para tapar las evidencias que había entre la campaña del presidente Samper y el narcotráfico. Otro de los señalados fue el presidente Samper, acusado de haber dado la orden de convertir a Montoya en el chivo expiatorio. Por otra parte, Marielly Marín Montoya acusó a Jesús Amado Sarria de estar implicado en el asesinato de su propia esposa.
Montoya fue asesinada 7 meses después de que Santiago Medina, extesorero de la campaña presidencial de Samper Pizano, confesó la entrada de dinero del narcotráfico a través de la labor de Montoya. Un mes antes del asesinato, las autoridades colombianas habían arrestado al marido de Montoya, Jesús Amado Sarria, investigado por un supuesto enriquecimiento ilícito y narcotráfico.
El asesinato de Montoya actualmente es investigado junto al del dirigente conservador Álvaro Gómez Hurtado como parte de un complot entre narcotraficantes y miembros del estado mayor presidencial para ocultar las relaciones entre el Partido liberal y el narcotráfico.

## En la cultura popular
La actriz Ana Bolena Mesa interpretó a Elizabeth Montoya en la serie de TV, Tres Caínes.
En la serie de televisión biográfica El general Naranjo, Montoya fue interpretada por la actriz Adriana Arango.